# Chiesa di San Zeno (Borgo Lares)
La chiesa di San Zeno è la parrocchiale di Bolbeno,  frazione di Borgo Lares in Trentino. Fa parte della zona pastorale delle Giudicarie dell'arcidiocesi di Trento e risale al XVI secolo.

## Storia

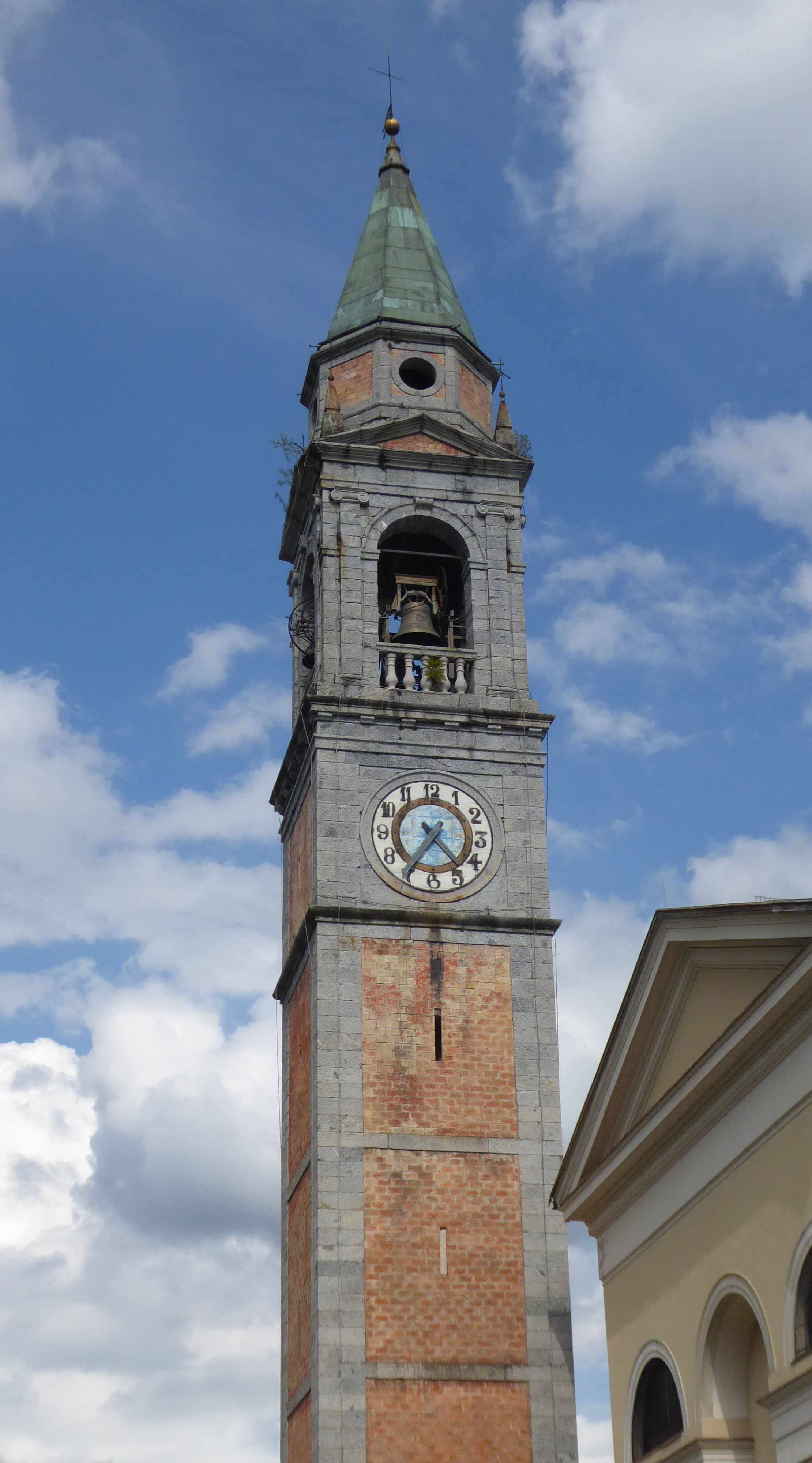
Campanile

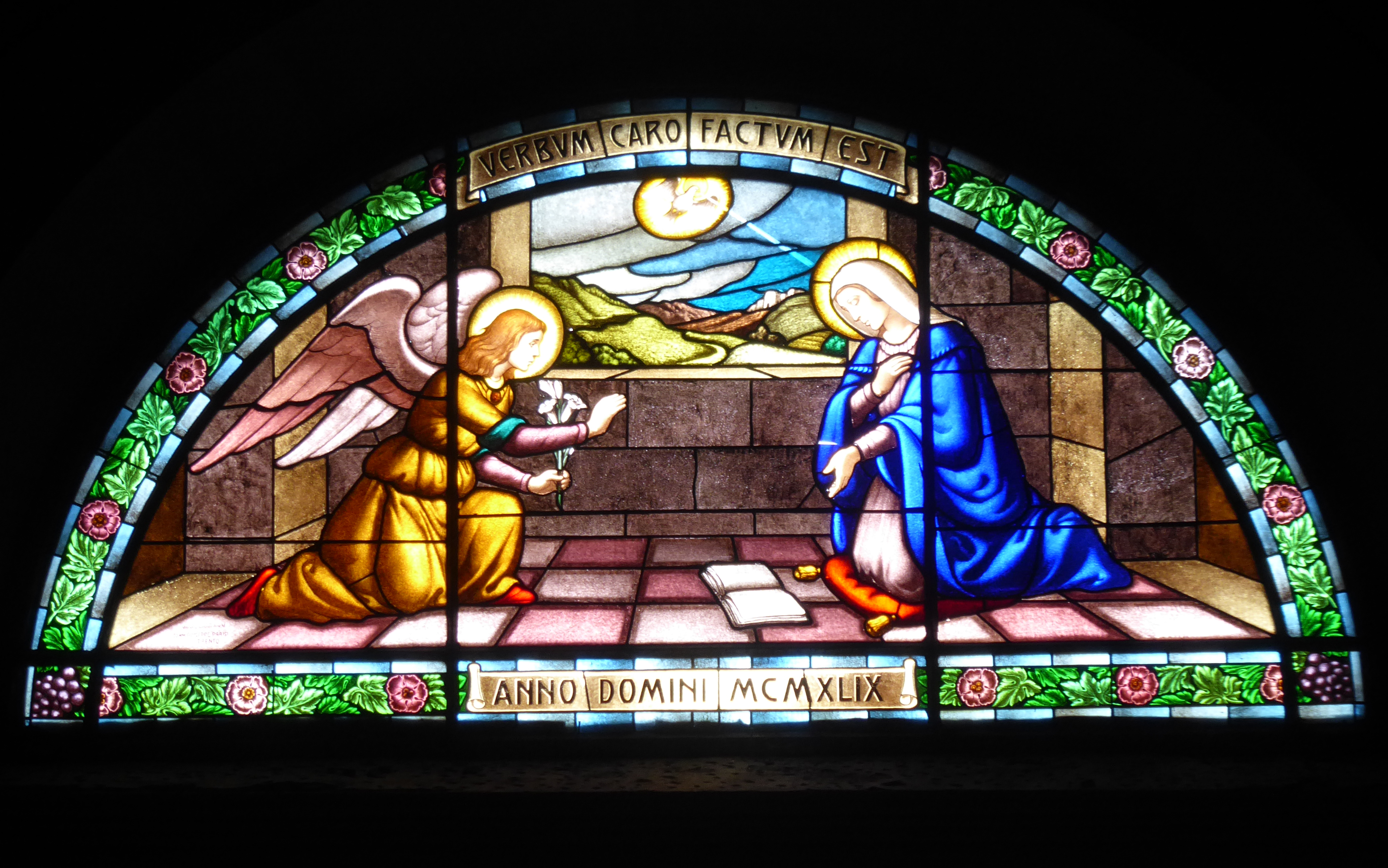
Finestra a lunetta con vetrata policroma che raffigura lAnnunciazione vista dalla controfacciata

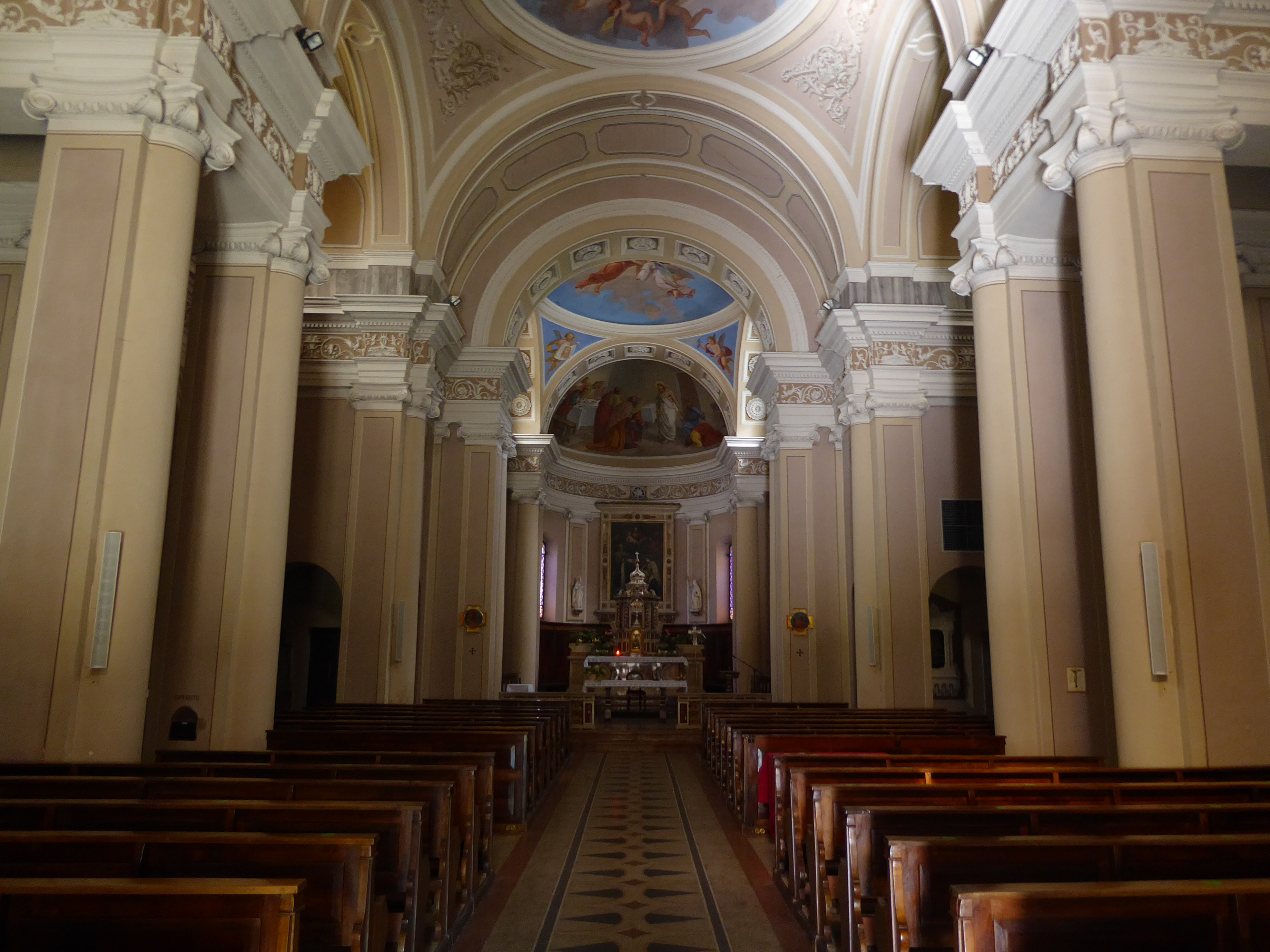
Interno

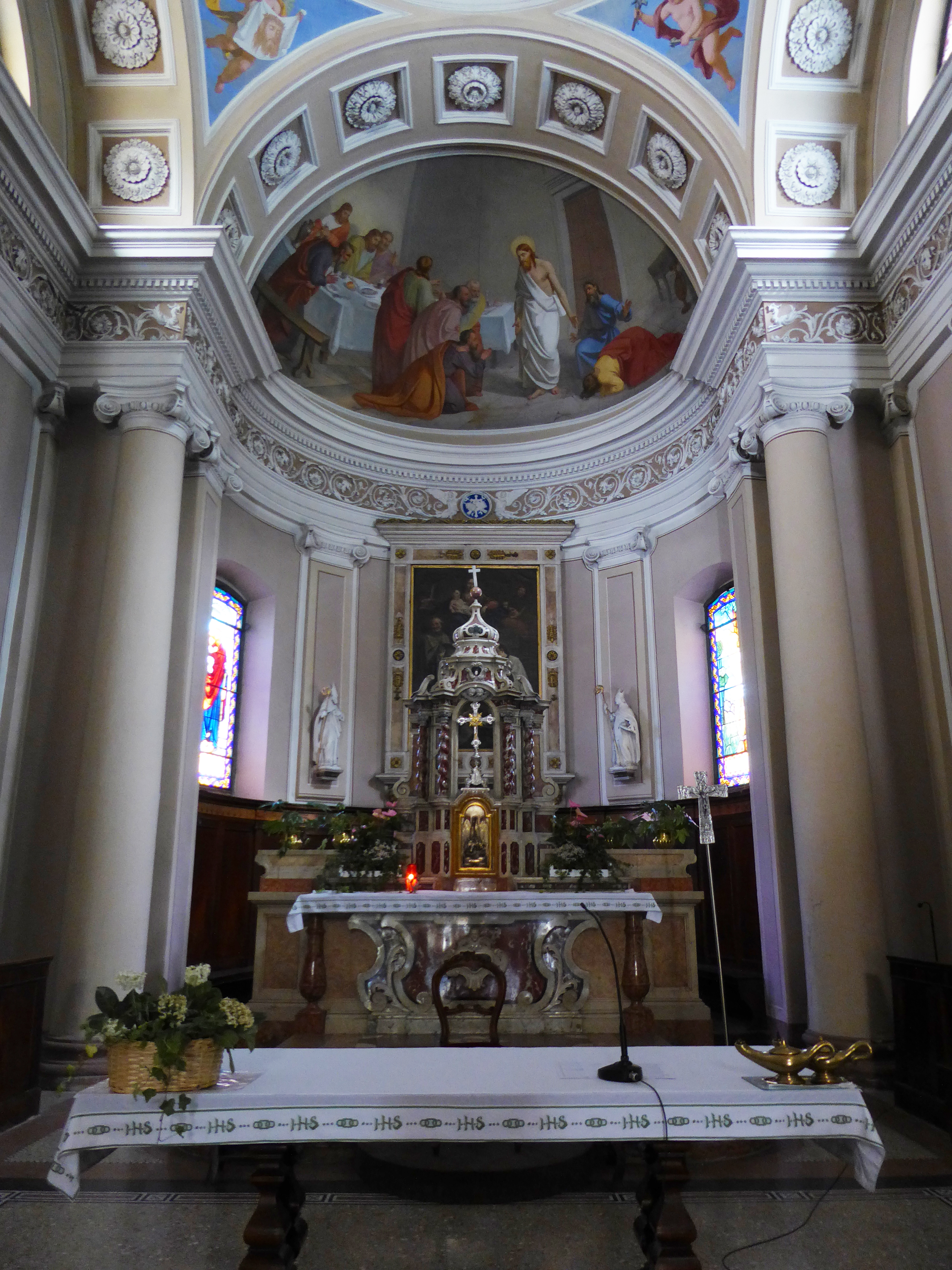
Presbiterio

La chiesa di San Zeno ha origini medievali tuttavia la prima documentazione storica relativa alla sua esistenza si ha solo nel 1529.
Ottenne dignità curiaziale nel 1765 sussidiaria della pieve di Tione, la chiesa di Santa Maria Assunta e San Giovanni Battista.
Nella prima metà del XIX secolo fu oggetto di un intervento di ampliamento e a partire dal 1857 l'antica struttura venne completamente ricostruita secondo lo stile neoclassico. Dopo la conclusione di questi importanti lavori venne benedetta e, nel 1862, consacrata con cerimonia solenne.
Subito dopo la consacrazione Andrea Appiani il Giovane e Nicola Consoni vennero incaricati di arricchire gli interni, in particolare le volte, con decorazioni pittoriche. Nello stesso periodo altre decorazioni plastiche parzialmente a stucco vennero poste come marcapiano interno.
Nel XX secolo fu oggetto di interventi di restauro conservativo in vari momenti, a partire dal 1900 per arrivare sino al 1972. Venne posta una nuova pavimentazione nella sala e nel 1949 vennero installate nuove grandi vetrate, ad opera della ditta trentina Giuseppe Parisi.
Ottenne dignità di chiesa parrocchiale nel 1942.

## Descrizione

### Esterni
La chiesa di San Zeno (o Zenone) si trova nell'abitato di Bolbeno, vicino all'antico nucleo storico della frazione. Mostra tradizionale orientamento verso est e la facciata è in stile neoclassico con il grande frontone triangolare retto da quattro paraste di ordine tuscanico. Il portale architravato in granito ripete il disegno delle cornici delle porte delle abitazioni signorili delle Giudicarie ed è sormontato, in asse, dalla grande finestra a lunetta con vetrata policroma che porta luce alla sala.
Una sua caratteristica è la torre campanaria che si alza in posizione arretrata sulla sinistra e poggia su una solida base in granito del XVIII secolo col fusto a struttura nella stessa pietra che racchiude superfici in laterizio. La cella si apre con quattro grandi finestre a monofora.

### Interni
L'interno ha tre navate ed è ampliato dalle cappelle laterali poco profonde. Il presbiterio è leggermente rialzato. Nella sala è conservata la lapide tombale del medico Andrea Marchetti, morto nel 1823.